# Crazy Worlds
Crazy Worlds – jedyny studyjny album zespołu The Free, wydany w 1996 roku przez oddział Sony Music – Dance Pool.

## Lista utworów
1. "Lover On The Line (Radio Edit)" (3:51)
2. "Shout! (Extended Version)" (5:09)
3. "Good Girls" (3:53)
4. "Born Crazy (Radio Edit)" (3:46)
5. "Loveletter From Space" (4:05)
6. "Happy" (5:14)
7. "Dream" (4:50)
8. "Anna" (5:03)
9. "Children Of The Night" (5:35)
10. "Dance The Night Away (Extended Version)" (6:16)
11. "Lover On The Line (Offbeat Remix)" (5:31)
12. "Shout! (DJ Quicksilver Remix)" (7:25)
13. "Dance The Night Away (Struck By Sunlight Remix)" (6:19)

## Twórcy

### Skład zespołu
- Felix Gauder
- Olaf Bossi
- Charles Simmons
- Ayla J
- Iris Trevisan (gościnnie)

### Pozostali
- I-D Büro – design
- Charles Simmons, Felix Gauder, Olaf Bossi – teksty
- Felix Gauder, Olaf Bossi – muzyka
- Axl Jansen – zdjęcia
- Felix Gauder, Olaf Bossi – producent